# Efeler Ligi 2019-2020
La Efeler Ligi 2019-2020 si è svolta dal 26 ottobre 2019 al 14 marzo 2020: al torneo hanno partecipato 12 squadre di club turche e la vittoria finale non è stata assegnata ad alcuna squadra a seguito dell'interruzione del campionato a causa della pandemia di Covid-19.

## Regolamento

### Formula
Le squadre avrebbero dovuto disputare un girone all'italiana, con gare di andata e ritorno, per un totale di ventidue giornate; al termine della regular season:
- Le prime otto classificate avrebbero dovuto accedere ai play-off scudetto, strutturati in quarti di finale, semifinali, finale 3º posto, giocati al meglio di due vittorie su tre gare, e finale giocata al meglio di tre vittorie su cinque gare, con incroci basati sul piazzamento in stagione regolare.
- Le quattro eliminate ai quarti di finale avrebbero dovuto accedere alla fase finale per il quinto posto, strutturata in semifinali, finale per il settimo posto e finale per il quinto posto, giocate al meglio delle due vittorie su tre gare, con incroci basati sul piazzamento in stagione regolare.
- Le ultime quattro classificate avrebbero partecipato ai play-out, che si sarebbero svolti sempre con un doppio round-robin e avrebbero visto le ultime due classificate retrocedere in Voleybol 1. Ligi; i punti ottenuti nel corso della stagione regolare avrebbero contribuito alla classifica finale delle formazioni impegnate.

A seguito del diffondersi in Turchia della pandemia di COVID-19, il campionato è stato sospeso dopo la conclusione della regular season: l'11 maggio 2020 la TVF ha decretato la chiusura anticipata del campionato senza assegnazione dello scudetto e delle retrocessioni.

### Criteri di classifica
Se il risultato finale è stato di 3-0 o 3-1 sono stati assegnati 3 punti alla squadra vincente e 0 a quella sconfitta, se il risultato finale è stato di 3-2 sono stati assegnati 2 punti alla squadra vincente e 1 a quella sconfitta.
L'ordine del posizionamento in classifica è stato definito in base a:
- Numero di partite vinte;
- Punti;
- Ratio dei set vinti/persi;
- Ratio dei punti realizzati/subiti.

## Squadre partecipanti
Alla Efeler Ligi 2019-2020 hanno partecipato dodici squadre: dalla Voleybol 1. Ligi 2018-19 sono state promosse il Bursa BB e il Beşiktaş, rispettivamente prima e seconda classificata al termine del girone finale dei play-off promozione, tuttavia quest'ultimo ha rinunciato al proprio diritto di partecipazione, dando luogo al ripescaggio del Sorgun, terzo classificato nella finale dei play-off promozione.
| Club           | Stagione | Città    | Impianto                        | Stagione precedente                                                 |
| -------------- | -------- | -------- | ------------------------------- | ------------------------------------------------------------------- |
| Arhavi         | dettagli | Arhavi   | Arhavi Spor Salonu              | 10ª in Efeler Ligi                                                  |
| Arkas          | dettagli | Smirne   | İzmir Atatürk Spor Salonu       | 2ª in Efeler Ligi                                                   |
| Bursa BB       | dettagli | Bursa    | Cengiz Göllü Kapalı Spor Salonu | 1ª in Voleybol 1. Ligi (Girone A), 1ª in finale play-off promozione |
| Fenerbahçe     | dettagli | Istanbul | Burhan Felek Spor Salonu        | Campione di Turchia                                                 |
| Galatasaray    | dettagli | Istanbul | Burhan Felek Spor Salonu        | 3ª in Efeler Ligi                                                   |
| Halkbank       | dettagli | Ankara   | Başkent Voleybol Salonu         | 4ª in Efeler Ligi                                                   |
| İnegöl         | dettagli | İnegöl   | İnegöl Kapalı Spor Salonu       | 9ª in Efeler Ligi                                                   |
| İstanbul BB    | dettagli | Istanbul | Haldun Alagaş Spor Salonu       | 7ª in Efeler Ligi                                                   |
| Sorgun         | dettagli | Sorgun   | Sorgun Spor Salonu              | 2ª in Voleybol 1. Ligi (Girone B), 3ª in finale play-off promozione |
| Spor Toto      | dettagli | Ankara   | Başkent Voleybol Salonu         | 5ª in Efeler Ligi                                                   |
| Tokat          | dettagli | Tokat    | Ali Yücel Spor Salonu           | 6ª in Efeler Ligi                                                   |
| Ziraat Bankası | dettagli | Ankara   | Başkent Voleybol Salonu         | 8ª in Efeler Ligi                                                   |

## Torneo

### Regular season

#### Risultati
| Prima giornata |                              |     |                            |
|                |                              |     |                            |
| 26-10          | Galatasaray - İnegöl         | 3-0 | 25-19, 25-19, 25-23        |
| 27-10          | Spor Toto - Sorgun           | 3-1 | 25-21, 25-23, 15-25, 25-22 |
| 27-10          | Arkas - Tokat                | 3-1 | 25-20, 25-16, 18-25, 25-20 |
| 27-10          | Bursa BB - Arhavi            | 3-0 | 33-31, 25-19, 29-27        |
| 27-10          | Fenerbahçe - Halkbank        | 3-1 | 29-25, 26-28, 25-22, 25-21 |
| 27-10          | Ziraat Bankası - İstanbul BB | 3-0 | 25-11, 25-13, 25-18        |

| Seconda giornata |                         |     |                            |
|                  |                         |     |                            |
| 30-10            | Sorgun - Arkas          | 0-3 | 23-25, 16-25, 23-25        |
| 30-10            | Halkbank - Galatasaray  | 0-3 | 22-25, 23-25, 23-25        |
| 30-10            | Arhavi - Ziraat Bankası | 0-3 | 25-27, 22-25, 18-25        |
| 30-10            | İstanbul BB - Spor Toto | 0-3 | 13-25, 23-25, 17-25        |
| 30-10            | Tokat - Fenerbahçe      | 1-3 | 9-25, 17-25, 25-21, 18-25  |
| 30-10            | İnegöl - Bursa BB       | 1-3 | 25-21, 25-27, 20-25, 19-25 |

| Terza giornata |                         |     |                     |
|                |                         |     |                     |
| 03-11          | Spor Toto - Arhavi      | 3-0 | 25-14, 25-18, 25-19 |
| 03-11          | Galatasaray - Tokat     | 3-0 | 25-15, 25-21, 25-19 |
| 03-11          | Sorgun - İstanbul BB    | 3-0 | 25-16, 25-16, 25-16 |
| 03-11          | Bursa BB - Halkbank     | 0-3 | 22-25, 16-25, 18-25 |
| 03-11          | Ziraat Bankası - İnegöl | 3-0 | 25-15, 25-13, 25-20 |
| 03-11          | Arkas - Fenerbahçe      | 0-3 | 24-26, 17-25, 20-25 |

| Quarta giornata |                           |     |                                   |
|                 |                           |     |                                   |
| 06-11           | Arhavi - Sorgun           | 3-2 | 21-25, 25-12, 25-23, 21-25, 15-12 |
| 06-11           | İstanbul BB - Arkas       | 3-2 | 25-17, 25-16, 18-25, 22-25, 17-15 |
| 06-11           | İnegöl - Spor Toto        | 0-3 | 16-25, 21-25, 18-25               |
| 06-11           | Tokat - Bursa BB          | 2-3 | 27-25, 25-22, 21-25, 18-25, 10-15 |
| 06-11           | Fenerbahçe - Galatasaray  | 0-3 | 20-25, 22-25, 21-25               |
| 07-11           | Halkbank - Ziraat Bankası | 2-3 | 25-21, 25-18, 23-25, 23-25, 6-15  |

| Quinta giornata |                        |     |                                   |
|                 |                        |     |                                   |
| 10-11           | Ziraat Bankası - Tokat | 3-0 | 25-16, 25-22, 25-22               |
| 10-11           | İstanbul BB - Arhavi   | 3-2 | 20-25, 25-23, 22-25, 26-24, 19-17 |
| 10-11           | Sorgun - İnegöl        | 3-0 | 25-22, 25-16, 25-21               |
| 10-11           | Bursa BB - Fenerbahçe  | 1-3 | 18-25, 25-23, 19-25, 21-25        |
| 10-11           | Arkas - Galatasaray    | 2-3 | 25-21, 15-25, 22-25, 25-18, 9-15  |
| 11-11           | Spor Toto - Halkbank   | 3-1 | 13-25, 25-23, 30-28, 28-26        |

| Sesta giornata |                             |     |                                   |
|                |                             |     |                                   |
| 16-11          | Fenerbahçe - Ziraat Bankası | 3-0 | 25-20, 25-23, 25-22               |
| 17-11          | Halkbank - Sorgun           | 3-0 | 28-26, 25-21, 27-25               |
| 17-11          | Tokat - Spor Toto           | 3-1 | 23-25, 25-23, 31-29, 25-20        |
| 17-11          | İnegöl - İstanbul BB        | 3-2 | 20-25, 25-23, 25-22, 23-25, 15-11 |
| 17-11          | Galatasaray - Bursa BB      | 3-1 | 25-22, 25-23, 16-25, 25-20        |
| 18-11          | Arhavi - Arkas              | 0-3 | 23-25, 25-27, 22-25               |

| Settima giornata |                              |     |                                   |
|                  |                              |     |                                   |
| 20-11            | Spor Toto - Fenerbahçe       | 2-3 | 11-25, 25-22, 25-20, 24-26, 10-15 |
| 20-11            | Sorgun - Tokat               | 3-1 | 25-21, 14-25, 25-19, 26-24        |
| 20-11            | İstanbul BB - Halkbank       | 0-3 | 22-25, 21-25, 15-25               |
| 20-11            | Ziraat Bankası - Galatasaray | 3-0 | 33-31, 25-18, 25-18               |
| 21-11            | Arhavi - İnegöl              | 3-1 | 25-20, 25-18, 41-43, 25-23        |
| 21-11            | Arkas - Bursa BB             | 0-3 | 23-25, 21-25, 28-30               |

| Ottava giornata |                           |     |                            |
|                 |                           |     |                            |
| 24-11           | Fenerbahçe - Sorgun       | 3-1 | 25-23, 25-15, 22-25, 25-20 |
| 24-11           | Halkbank - Arhavi         | 3-0 | 25-22, 25-11, 25-20        |
| 24-11           | Tokat - İstanbul BB       | 1-3 | 21-25, 25-23, 19-25, 20-25 |
| 24-11           | İnegöl - Arkas            | 0-3 | 15-25, 16-25, 19-25        |
| 24-11           | Galatasaray - Spor Toto   | 3-0 | 25-16, 25-23, 25-20        |
| 25-11           | Bursa BB - Ziraat Bankası | 3-1 | 17-25, 25-21, 25-15, 25-19 |

| Nona giornata |                          |     |                                   |
|               |                          |     |                                   |
| 30-11         | İnegöl - Halkbank        | 3-2 | 22-25, 25-19, 28-26, 23-25, 15-11 |
| 01-12         | Sorgun - Galatasaray     | 0-3 | 23-25, 14-25, 21-25               |
| 01-12         | Spor Toto - Bursa BB     | 3-2 | 28-26, 29-31, 22-25, 25-18, 15-13 |
| 01-12         | Arhavi - Tokat           | 2-3 | 25-19, 22-25, 23-25, 25-23, 8-15  |
| 01-12         | İstanbul BB - Fenerbahçe | 1-3 | 25-27, 20-25, 25-23, 21-25        |
| 02-12         | Arkas - Ziraat Bankası   | 3-0 | 25-21, 25-16, 25-19               |

| Decima giornata |                            |     |                                   |
|                 |                            |     |                                   |
| 06-12           | Tokat - İnegöl             | 0-3 | 24-26, 21-25, 22-25               |
| 07-12           | Ziraat Bankası - Spor Toto | 2-3 | 19-25, 30-32, 25-18, 25-22, 13-15 |
| 08-12           | Fenerbahçe - Arhavi        | 3-0 | 25-20, 25-19, 25-15               |
| 08-12           | Galatasaray - İstanbul BB  | 3-0 | 25-21, 31-29, 25-22               |
| 08-12           | Halkbank - Arkas           | 0-3 | 22-25, 23-25, 17-25               |
| 09-12           | Bursa BB - Sorgun          | 3-0 | 35-33, 25-23, 25-19               |

| Undicesima giornata |                         |     |                                   |
|                     |                         |     |                                   |
| 15-12               | Halkbank - Tokat        | 3-0 | 25-21, 25-19, 25-17               |
| 15-12               | Arkas - Spor Toto       | 3-2 | 19-25, 25-21, 23-25, 25-22, 15-11 |
| 15-12               | İnegöl - Fenerbahçe     | 2-3 | 15-25, 26-24, 14-25, 25-20, 13-15 |
| 15-12               | Arhavi - Galatasaray    | 0-3 | 22-25, 16-25, 22-25               |
| 15-12               | Sorgun - Ziraat Bankası | 1-3 | 24-26, 25-22, 15-25, 14-25        |
| 16-12               | İstanbul BB - Bursa BB  | 2-3 | 21-25, 25-23, 14-25, 25-23, 12-15 |

| Dodicesima giornata |                              |     |                                   |
|                     |                              |     |                                   |
| 17-01               | İnegöl - Galatasaray         | 3-0 | 27-25, 26-24, 25-22               |
| 18-01               | Arhavi - Bursa BB            | 0-3 | 22-25, 14-25, 25-27               |
| 18-01               | İstanbul BB - Ziraat Bankası | 3-2 | 14-25, 20-25, 25-22, 25-23, 15-12 |
| 18-01               | Tokat - Arkas                | 0-3 | 18-25, 14-25, 20-25               |
| 18-01               | Sorgun - Spor Toto           | 2-3 | 25-22, 20-25, 21-25, 26-24, 11-15 |
| 18-01               | Halkbank - Fenerbahçe        | 0-3 | 21-25, 18-25, 22-25               |

| Tredicesima giornata |                         |     |                                   |
|                      |                         |     |                                   |
| 21-01                | Fenerbahçe - Tokat      | 3-0 | 25-19, 25-17, 25-21               |
| 21-01                | Ziraat Bankası - Arhavi | 3-0 | 25-19, 25-20, 25-20               |
| 21-01                | Bursa BB - İnegöl       | 3-1 | 29-31, 25-23, 25-16, 25-20        |
| 21-01                | Galatasaray - Halkbank  | 3-2 | 20-25, 22-25, 25-19, 26-24, 15-12 |
| 21-01                | Arkas - Sorgun          | 3-1 | 25-19, 22-25, 25-20, 25-19        |
| 22-01                | Spor Toto - İstanbul BB | 3-0 | 25-16, 25-14, 25-14               |

| Quattordicesima giornata |                         |     |                                   |
|                          |                         |     |                                   |
| 24-01                    | Halkbank - Bursa BB     | 3-1 | 25-18, 21-25, 25-23, 25-22        |
| 25-01                    | Fenerbahçe - Arkas      | 3-2 | 23-25, 27-25, 29-31, 25-22, 15-11 |
| 25-01                    | Arhavi - Spor Toto      | 0-3 | 15-25, 11-25, 19-25               |
| 25-01                    | İstanbul BB - Sorgun    | 3-1 | 21-25, 25-16, 25-20, 29-27        |
| 25-01                    | Tokat - Galatasaray     | 0-3 | 25-27, 13-25, 22-25               |
| 25-01                    | İnegöl - Ziraat Bankası | 1-3 | 26-24, 19-25, 15-25, 14-25        |

| Quindicesima giornata |                           |     |                                   |
|                       |                           |     |                                   |
| 01-02                 | Arkas - İstanbul BB       | 3-0 | 25-17, 25-19, 25-17               |
| 01-02                 | Spor Toto - İnegöl        | 3-0 | 25-18, 25-16, 25-23               |
| 01-02                 | Bursa BB - Tokat          | 3-0 | 30-28, 27-25, 25-23               |
| 01-02                 | Sorgun - Arhavi           | 3-0 | 25-13, 25-22, 25-18               |
| 01-02                 | Ziraat Bankası - Halkbank | 3-2 | 25-18, 22-25, 25-20, 18-25, 15-13 |
| 02-02                 | Galatasaray - Fenerbahçe  | 0-3 | 19-25, 23-25, 22-25               |

| Sedicesima giornata |                        |     |                                   |
|                     |                        |     |                                   |
| 04-02               | Halkbank - Spor Toto   | 3-1 | 25-21, 25-13, 24-26, 26-24        |
| 04-02               | Arhavi - İstanbul BB   | 0-3 | 15-25, 13-25, 12-25               |
| 04-02               | İnegöl - Sorgun        | 1-3 | 16-25, 22-25, 25-23, 20-25        |
| 04-02               | Tokat - Ziraat Bankası | 3-2 | 18-25, 15-25, 27-25, 25-19, 15-13 |
| 05-02               | Fenerbahçe - Bursa BB  | 3-0 | 25-22, 25-21, 25-21               |
| 05-02               | Galatasaray - Arkas    | 1-3 | 25-20, 24-26, 20-25, 20-25        |

| Diciassettesima giornata |                             |     |                                   |
|                          |                             |     |                                   |
| 08-02                    | Spor Toto - Tokat           | 3-0 | 25-21, 30-28, 25-17               |
| 08-02                    | Arkas - Arhavi              | 3-1 | 25-16, 25-15, 20-25, 25-10        |
| 08-02                    | Bursa BB - Galatasaray      | 3-0 | 25-21, 25-21, 25-22               |
| 08-02                    | Sorgun - Halkbank           | 1-3 | 18-25, 25-21, 24-26, 21-25        |
| 08-02                    | Ziraat Bankası - Fenerbahçe | 1-3 | 17-25, 20-25, 25-21, 19-25        |
| 10-02                    | İstanbul BB - İnegöl        | 2-3 | 15-25, 22-25, 25-20, 25-22, 13-15 |

| Diciottesima giornata |                              |     |                                   |
|                       |                              |     |                                   |
| 14-02                 | İnegöl - Arhavi              | 3-0 | 25-13, 25-21, 26-24               |
| 15-02                 | Halkbank - İstanbul BB       | 3-0 | 25-20, 26-24, 25-19               |
| 15-02                 | Tokat - Sorgun               | 3-2 | 23-25, 23-25, 28-26, 25-19, 15-9  |
| 15-02                 | Bursa BB - Arkas             | 0-3 | 18-25, 17-25, 17-25               |
| 16-02                 | Fenerbahçe - Spor Toto       | 2-3 | 24-26, 32-34, 27-25, 25-20, 11-15 |
| 17-02                 | Galatasaray - Ziraat Bankası | 1-3 | 26-24, 18-25, 25-27, 23-25        |

| Diciannovesima giornata |                           |     |                            |
|                         |                           |     |                            |
| 21-02                   | Spor Toto - Galatasaray   | 0-3 | 24-26, 18-25, 19-25        |
| 22-02                   | Arhavi - Halkbank         | 0-3 | 21-25, 18-25, 16-25        |
| 22-02                   | Ziraat Bankası - Bursa BB | 3-1 | 24-26, 25-13, 25-23, 25-20 |
| 22-02                   | Arkas - İnegöl            | 3-1 | 22-25, 28-26, 25-12, 25-14 |
| 22-02                   | Sorgun - Fenerbahçe       | 0-3 | 25-27, 22-25, 19-25        |
| 24-02                   | İstanbul BB - Tokat       | 3-1 | 25-20, 26-24, 18-25, 25-18 |

| Ventesima giornata |                          |     |                                  |
|                    |                          |     |                                  |
| 28-02              | Halkbank - İnegöl        | 3-0 | 25-23, 25-19, 25-23              |
| 29-02              | Galatasaray - Sorgun     | 3-0 | 25-15, 25-15, 25-19              |
| 29-02              | Tokat - Arhavi           | 3-0 | 25-18, 25-18, 25-16              |
| 29-02              | Bursa BB - Spor Toto     | 0-3 | 9-25, 22-25, 24-26               |
| 29-02              | Fenerbahçe - İstanbul BB | -   | 25-22, 25-17, 25-20              |
| 29-02              | Ziraat Bankası - Arkas   | 2-3 | 26-24, 14-25, 27-25, 18-25, 9-15 |

| Ventunesima giornata |                            |     |                                   |
|                      |                            |     |                                   |
| 06-03                | İnegöl - Tokat             | 1-3 | 25-23, 27-29, 18-25, 23-25        |
| 07-03                | Arhavi - Fenerbahçe        | 0-3 | 14-25, 25-27, 21-25               |
| 07-03                | İstanbul BB - Galatasaray  | 3-2 | 25-22, 26-28, 25-21, 21-25, 15-11 |
| 07-03                | Sorgun - Bursa BB          | 2-3 | 25-16, 25-20, 17-25, 18-25, 11-15 |
| 07-03                | Arkas - Halkbank           | 3-1 | 18-25, 25-23, 25-22, 25-23        |
| 09-03                | Spor Toto - Ziraat Bankası | 2-3 | 25-16, 23-25, 19-25, 25-23, 13-15 |

| Ventiduesima giornata |                         |     |                                   |
|                       |                         |     |                                   |
| 14-03                 | Galatasaray - Arhavi    | 3-0 | 25-10, 25-21, 25-20               |
| 14-03                 | Ziraat Bankası - Sorgun | 3-1 | 20-25, 25-15, 25-22, 25-15        |
| 14-03                 | Bursa BB - İstanbul BB  | 1-3 | 25-27, 28-26, 25-27, 26-28        |
| 14-03                 | Fenerbahçe - İnegöl     | 3-0 | 25-21, 25-17, 25-18               |
| 14-03                 | Tokat - Halkbank        | 0-3 | 18-25, 17-25, 18-25               |
| 14-03                 | Spor Toto - Arkas       | 3-2 | 25-20, 18-25, 25-21, 19-25, 15-10 |

#### Classifica
| Pos. | Squadra        | Pt | G  | V  | P  | SV | SP | Ratio | PF    | PS    | Ratio |
| ---- | -------------- | -- | -- | -- | -- | -- | -- | ----- | ----- | ----- | ----- |
| 1.   | Fenerbahçe     | 58 | 22 | 20 | 2  | 62 | 18 | 3,44  | 1 940 | 1 669 | 1,162 |
| 2.   | Arkas          | 50 | 22 | 16 | 6  | 56 | 28 | 2,00  | 1 939 | 1 732 | 1,120 |
| 3.   | Galatasaray    | 44 | 22 | 15 | 7  | 49 | 26 | 1,88  | 1 766 | 1 629 | 1,084 |
| 4.   | Spor Toto      | 43 | 22 | 15 | 7  | 53 | 33 | 1,61  | 1 961 | 1 841 | 1,065 |
| 5.   | Ziraat Bankası | 43 | 22 | 14 | 8  | 52 | 35 | 1,49  | 1 967 | 1 815 | 1,084 |
| 6.   | Halkbank       | 40 | 22 | 12 | 10 | 47 | 33 | 1,42  | 1 872 | 1 741 | 1,075 |
| 7.   | Bursa BB       | 34 | 22 | 12 | 10 | 43 | 39 | 1,10  | 1 891 | 1 890 | 1,000 |
| 8.   | İstanbul BB    | 26 | 22 | 9  | 13 | 34 | 51 | 0,67  | 1 791 | 1 938 | 0,924 |
| 9.   | İnegöl         | 16 | 22 | 6  | 16 | 27 | 54 | 0,50  | 1 712 | 1 934 | 0,885 |
| 10.  | Tokat          | 16 | 22 | 6  | 16 | 25 | 56 | 0,45  | 1 717 | 1 904 | 0,902 |
| 11.  | Sorgun         | 19 | 22 | 5  | 17 | 30 | 53 | 0,57  | 1 784 | 1 906 | 0,936 |
| 12.  | Arhavi         | 7  | 22 | 2  | 20 | 11 | 63 | 0,17  | 1 470 | 1 811 | 0,812 |

      Qualificata ai play-off scudetto.
      Ai play-out.

## Classifica finale
| Pos | Squadra        | Qualificazione           |
| --- | -------------- | ------------------------ |
| 1   | Fenerbahçe     | Champions League 2020-21 |
| 2   | Arkas          | Champions League 2020-21 |
| 3   | Galatasaray    | Coppa CEV 2020-21        |
| 4   | Spor Toto      | Coppa CEV 2020-21        |
| 5   | Ziraat Bankası | Challenge Cup 2020-21    |
| 6   | Halkbank       | BVA Cup 2020             |
| 7   | Bursa BB       |                          |
| 8   | İstanbul BB    |                          |
| 9   | İnegöl         |                          |
| 10  | Tokat          |                          |
| 11  | Sorgun         |                          |
| 12  | Arhavi         |                          |

## Statistiche
| Rendimento individuale | Rendimento individuale | Rendimento individuale | Rendimento individuale |
| Pos.                   | Nome                   | Punti                  | Squadra                |
| ---------------------- | ---------------------- | ---------------------- | ---------------------- |
| 1                      | Yadrian Escobar        | 505                    | Ziraat Bankası         |
| 2                      | Adis Lagumdžija        | 466                    | Arkas                  |
| 3                      | Wouter ter Maat        | 436                    | Fenerbahçe             |
| 4                      | Abrahan Alfonso        | 379                    | Sorgun                 |
| 5                      | Oliver Venno           | 362                    | Galatasaray            |
| 6                      | Salvador Hidalgo       | 350                    | Fenerbahçe             |
| 7                      | Morteza Sharifi        | 340                    | Bursa BB               |
| 8                      | Július Firkaľ          | 327                    | Tokat                  |
| 9                      | Nicolás Bruno          | 325                    | Spor Toto              |
| 10                     | Osmany Uriarte         | 318                    | İnegöl                 |

| Attacchi vincenti | Attacchi vincenti | Attacchi vincenti | Attacchi vincenti |
| Pos.              | Nome              | Punti             | Squadra           |
| ----------------- | ----------------- | ----------------- | ----------------- |
| 1                 | Yadrian Escobar   | 437               | Ziraat Bankası    |
| 2                 | Adis Lagumdžija   | 385               | Arkas             |
| 3                 | Wouter ter Maat   | 368               | Fenerbahçe        |
| 4                 | Abrahan Alfonso   | 329               | Sorgun            |
| 5                 | Oliver Venno      | 311               | Galatasaray       |
| 6                 | Salvador Hidalgo  | 292               | Fenerbahçe        |
| 7                 | Július Firkaľ     | 285               | Tokat             |
| 8                 | Osmany Uriarte    | 282               | İnegöl            |
| 9                 | Nicolás Bruno     | 281               | Spor Toto         |
| 10                | Serhat Coşkun     | 277               | İstanbul BB       |

| Muri vincenti | Muri vincenti    | Muri vincenti | Muri vincenti |
| Pos.          | Nome             | Punti         | Squadra       |
| ------------- | ---------------- | ------------- | ------------- |
| 1             | Bedirhan Bülbül  | 60            | Tokat         |
| 2             | Mustafa Koç      | 55            | Arkas         |
| 3             | Furkan Dur       | 49            | Bursa BB      |
| 4             | Faik Güneş       | 47            | Halkbank      |
| 5             | Mehmet Almaz     | 44            | Sorgun        |
| 5             | Emre Batur       | 44            | Fenerbahçe    |
| 7             | Yüksel Bıdak     | 43            | Spor Toto     |
| 7             | Doğukan Ulu      | 43            | Galatasaray   |
| 9             | Adis Lagumdžija  | 42            | Arkas         |
| 10            | Yiğit Gülmezoğlu | 41            | Arkas         |
| 10            | Kemal Kayhan     | 41            | Spor Toto     |

| Battute vincenti | Battute vincenti | Battute vincenti | Battute vincenti |
| Pos.             | Nome             | Punti            | Squadra          |
| ---------------- | ---------------- | ---------------- | ---------------- |
| 1                | Morteza Sharifi  | 57               | Bursa BB         |
| 2                | Adis Lagumdžija  | 39               | Arkas            |
| 3                | Thibault Rossard | 36               | Fenerbahçe       |
| 3                | Wouter ter Maat  | 36               | Fenerbahçe       |
| 5                | Yadrian Escobar  | 34               | Ziraat Bankası   |
| 5                | Salvador Hidalgo | 33               | Fenerbahçe       |
| 7                | Yiğit Gülmezoğlu | 32               | Arkas            |
| 8                | Batuhan Avcı     | 31               | İstanbul BB      |
| 8                | Nicolás Bruno    | 31               | Spor Toto        |
| 8                | Oliver Venno     | 31               | Galatasaray      |